# Lilleøre
Die Lilleøre ist eine dänische Schnellfähre. Die als Katamaran konzipierte Fähre wird von der Samsø Rederi zwischen Aarhus und Sælvig auf der Insel Samsø eingesetzt.

## Geschichte
Die Fähre wurde unter der Baunummer ASA083 auf der chinesischen Werft Afai Southern Shipyard (Panyu Guangzhou) gebaut. Sie wurde Anfang 2019 bei der Werft bestellt, die mit dem Entwurf eines Incat-Crowther-Katamarans (Incat Crowther 35) eine Ausschreibung für den Bau gewann. Für den Bauprozess und die Bauaufsicht auf der Werft war OSK Design verantwortlich.
Der Bau begann mit dem ersten Stahlschnitt am 29. Mai 2019. Der Stapellauf der Fähre erfolgte am 20. Februar 2020, die Fertigstellung nach insbesondere der COVID-19-Pandemie geschuldeten Verzögerungen im Dezember 2020. Die Baukosten der Fähre beliefen sich auf 41 Mio. DKK. Die Fähre war die erste ihrer Art, die von einer chinesischen Werft für einen nordeuropäischen Auftraggeber gebaut worden war.
Die Fähre wurde als Decksladung auf dem SAL-Schwergutschiff Anne-Sofie nach Aarhus verschifft, wo sie im Februar 2021 ankam. Sie wurde Anfang Mai 2021 in Dienst gestellt. Benannt ist sie nach der Halbinsel im Nordosten der Insel Samsø.
Mit der Fähre wurde die Fährverbindung zwischen Aarhus und Sælvig wieder aufgenommen. Bereits ab Sommer 2016 verkehrte hier für etwa zwei Jahre die gebraucht gekaufte und von Samsø Aarhus Expressen betriebene Fähre Issehoved, die allerdings nach einem Motorschaden im Juli 2018 aus der Fahrt genommen wurde.

## Technische Daten und Ausstattung
Die Fähre wird von zwei Viertakt-Zwölfzylinder-Dieselmotoren des Typs MAN D2862 LE463 mit jeweils 1029 kW Leistung angetrieben. Die Motoren wirken auf zwei Festpropeller. Für die Stromerzeugung stehen zwei von Volvo-Penta-Dieselmotoren mit jeweils 136 kW Leistung angetriebene Generatoren mit jeweils 170 kVA Scheinleistung zur Verfügung. Die Antriebsmotoren und Generatorsätze sind jeweils in Maschinenräumen in den beiden Schwimmkörpern untergebracht. Auf diese sind Aufbauten mit zwei Decks aufgesetzt, in denen die Passagierbereiche, Bereiche für die Schiffsbesatzung und das Steuerhaus untergebracht sind. Auf dem Hauptdeck befinden sich ein Kiosk und Sitzgelegenheiten für 180 Passagiere und auf dem darüberliegenden Deck Sitzgelegenheiten für 116 Passagiere. Auf dem oberen Deck befindet sich im hinteren Bereich der Fähre ein überdachter, aber zu den Seiten offener Decksbereich mit weiteren 44 Sitzgelegenheiten. An Bord können 85 Fahrräder befördert werden. Auf dem Hauptdeck sind am Heck Gestelle installiert, in denen ein Großteil der Fahrräder abgestellt werden können. Weitere Fahrräder finden auf dem offenen Deck am Bug Platz.
Die Fähre ist für 300 Personen zugelassen, 296 Passagiere und vier Besatzungsmitglieder.